# Nitrat d'argent
El nitrat d'argent, conegut tradicionalment amb el nom de pedra infernal, és un compost químic de fórmula química AgNO₃. Aquest compost és precursor de molts d'altres compostos com els que s'usen en la fotografia. Comparativament és menys sensible a la llum que els halurs d'argent.

## Preparació
Els cristalls poden ser produïts per dissolució d'argent metàl·lic en una solució d'àcid nítric i evaporant aquesta solució.

## Usos
El nitrat d'argent és la menys cara de les sals d'argent; i ofereix altres avantatges. És nohigroscòpica, en contrast amb el fluoroborat d'argent i el perclorat d'argent. És relativament estable a la llum. Finalment es dissol en nombrosos solvents. Per a fer pel·lícules fotogràfiques, el nitrat d'argent es tracta amb sals halurs de sodi o potassi per formar un halur insoluble d'argent en gelatina fotogràfica que és aplicada a bandes de triacetat o polièster. El nitrat d'argent també es fa servir per fabricar explosius. Igualment en química analítica es fa servir les reaccions amb nitrat d'argent per a confirmar la presència de ions de clorur, brom o iode en la prova anomenada argentimetria.
Les propietats antimicrobianes de l'argent tenen molts usos entre els quals:
- Desinfecció d'aigua en hotels i hospitals
- Neteja postcollita d'ostres
- Inhibició del creixement bacterià en pollastres de granja
- Reciclatge d'aigua en llançadores espacials
- Purificació d'aigua domèstica a Europa i Amèrica del Nord
- Desinfectant d'aigua i verdures a Mèxic
- Alternativa als antibiòtics (no recomanat per la USFDA)
- Alternativa al detergent per la roba
- Aplicació als ulls dels nadons per prevenir infeccions (només efectuat pels metges)